# 水头镇 (平阳县)
水头镇是中华人民共和国浙江省温州市平阳县下辖的一个镇。国家级风景区南雁荡山的东大门，是平阳县经济副中心，县域北港地区经济、文化、交通中心和物资集散地，素以山水秀丽，辖地广阔和经济活力强劲而闻名。全镇总面积36.3平方公里，耕地面积15672亩，下辖5个办事处，45个行政村和14个居民区，2000年总人口85734人，外来员工2万多人。水头镇周边地区，是平阳县闽南人的主要聚居地之一。镇政府驻剧院路，邮编：325405

## 行政区划
水头镇下辖以下村级行政区划单位：
望雁社区、城中社区、振德社区、泾川社区、泾口社区、凤尾社区、腾龙社区、凤林社区、乐溪社区、鹤秀社区、内岙村、外岙村、金山垟村、三桥村、章岙村、仕静村、下林村、占江村、埭头村、周山村、建安村、鹭鸶湾村、寺前村、上林村、凤岩村、青岙村、南山脚村、金塔村、上店村、麻园村、龙涵村、蒲潭村、龙垟村、凤湾村、湖桥村、清河村、小南村、雅屿村、鸣溪村、水凤尾村、中后村、金凤村、溪心村、石牌村、霞溪村、缸窑村、秀溪村、溪尾村、南一村、南二村、蔡垟村、乌秋坑村、内村、速成村、水上垟村、长安村、新鹤村、中元村、永乐村、湖滨村、清江村、湖北村、增光井村、横山岭村、普美村、贡后村、湖南村、前街村、塔院村、后街村、龙湖村、赵垟村、新东村、双峰村、双溪村、同盟村、新联村和新溪村。

## 相关文学

### 佚名《平阳竹枝词》
南湖
曾为海角浪汤汤，嬗作明湖接大江。
那岁泥平新水退，旧时鱼宅已栽桑。
【注】[1]汤汤（shāngshāng）：浩茫貌。[2]新水退：犹“水新退”，意为湖水刚刚退去。
江屿
分杈江夹好河山，簇落人家涘甸间。
到埠天天两潮水，运输忙煞板车班。
【注】分杈江：指鳌江干流中游“水头江”和支流“腾蛟江”，二流形如树之分杈，江屿则处其所夹也。
麻步
北港通航门户宽，江街人货往来欢。
乡村近远多麻产，船埠新增课税官。